# 阿督卡夫回教堂
1°18′16″N 103°51′13″E / 1.30444°N 103.85361°E
阿督卡夫回教堂（Masjid Abdul Gaffoor）是新加坡的一座清真寺，位于小印度的南洛街（Dunlop Street），靠近惹兰勿刹。

## 历史
这座清真寺建于1907年，并于2003年完成修复。其顶部有许多叫拜楼。